# Террористическая фракция
«Террористи́ческая фра́кция» па́ртии «Наро́дная во́ля» — русская революционная народническая организация.

## Образование «Террористической фракции»
Основана в декабре 1886 в Петербурге. Организаторы и руководители П. Я. Шевырёв и А. И. Ульянов — брат В. И. Ленина.
Объединяла главным образом студентов университета (П. И. Андреюшкин, В. Д. Генералов, О. М. Говорухин, Ю.Лукашевич, С. А. Никонов, В. С. Осипанов, Н. А. Рудевич и др.).
Основными членами организации были молодые студенты (действительные и исключённые), среди создателей и руководителей не было участников старой Народной воли. Среди членов организации был также Бронислав Пилсудский, брат Юзефа Пилсудского.

## Деятельность «Террористической фракции»
«Террористическая фракция» была независима от других народовольческих групп, поддерживала связи с кружками в Вильнюсе и Харькове, с революционно настроенными учащимися столичных военно-учебных заведений, вела пропаганду среди рабочих.

## Программа «Террористической фракции»
Члены «Террористической фракции» испытывали влияние как работ К. Маркса, Ф. Энгельса, Г. В. Плеханова, так и программных документов «Народной воли». Программа «Террористической фракции» (февраль 1887; составлена Ульяновым при участии др. членов организации) была противоречива: в ней признавалась необходимость организации социалистической партии, ядром которой должен стать рабочий класс, национализации земли, фабрик, заводов и, как конечная цель, установление социалистического строя. Однако, следуя народовольческой традиции, авторы программы считали первоочередной задачей организации борьбу за политические свободы посредством «дезорганизации» правительства путём террора.

## Покушение на императора Александра III
Попытка «Террористической фракции» осуществить 1 (13) марта 1887 в Петербурге покушение на императора Александра III («Второе 1 марта») окончилась арестами и разгромом организации.
Организатором покушения был студент Петербургского университета Пётр Шевырёв, который привлёк к делу всех остальных поименованных ниже лиц.
Начиная с декабря 1886 года студенты Василий Генералов и Пётр Андреюшкин по указанию Шевырёва готовили азотную кислоту, необходимую для изготовления взрывчатки. Но дело шло медленно.
Тогда Шевырёв послал студента Михаила Канчера к своим знакомым в город Вильно, и те передали ему готовую азотную кислоту и стрихнин. В начале февраля 1887 года Канчер привёз всё это в Петербург и передал студенту Александру Ульянову. Однако оказалось, что привезённая кислота имеет недостаточную концентрацию. Шевырёв принял меры к приобретению дополнительных химикатов, после чего Ульянов до 15 февраля 1887 года изготовил взрывчатку (динамит).
17 февраля, когда все основные приготовления уже были сделаны, Шевырёв вдруг уехал из Петербурга в Крым «для лечения». Примерно тогда же, около 20 февраля, второй организатор заговора – студент Орест Говорухин – вдруг решил не доводить начатое дело до конца и уехал за границу, добыв себе подложный паспорт. Деньги, необходимые для бегства, Говорухину дал Ульянов.
25 февраля 1887 года оставшиеся участники покушения под руководством Ульянова провели последнее совещание. К тому дню они уже изготовили три метательных снаряда: два имели форму цилиндрических свёртков, третий был замаскирован под имевшую большой формат книгу «Терминологический медицинский словарь Гринберга». Цилиндрические снаряды-свёртки содержали в себе соответственно 3 фунта динамита и 251 поражающий элемент, и 4 фунта динамита и 204 поражающих элемента. Снаряд, замаскированный под книгу, был слабее: он содержал три фунта динамита и 86 поражающих элементов. Поражающими элементами были пули и нарезанные кусочки свинца («жеребейки»), обмазанные ядом – азотно-кислым стрихнином.
Боевая группа исполнителей покушения состояла из шести лиц: Василий Осипанов имел при себе снаряд-книгу, остальные два снаряда взяли Василий Генералов и Пётр Андреюшкин, причём последний также был вооружён револьвером типа «бульдог». Взяв на себя роль «метальщиков», они намеревались бросить эти бомбы на улице под проезжающий экипаж императора.
Студенты Михаил Канчер, Пётр Горкун и мещанин Степан Волохов являлись разведчиками-наблюдателями, которые должны были, завидев экипаж императора, подать «метальщикам» условный сигнал о готовности. 
При этом участники разделились так: Канчер и Горкун шли впереди Осипанова по одной стороне Невского проспекта, а Волохов перед Андреюшкиным и Генераловым – по другой.
26 февраля 1887 года группа впервые вышла на Невский проспект в надежде на то, что там будет проезжать император, и они смогут осуществить покушение на него. Однако император там не появился.
Затем участники группы так же выходили на Невский проспект 28 февраля и 1 марта, и в последнем случае были задержаны полицией, которая ещё ранее начала за ними слежку.
Полицейские сразу же обыскали карманы и всю одежду задержанных, отобрали свёртки-снаряды, но не обратили внимание на книгу, которую держал Осипанов. Будучи доставлен в жандармское управление, Осипанов выдернул из книги предохранительную бечёвку и с размаху бросил снаряд-книгу на пол. Но взрыва не последовало. В ходе следствия выяснилось, что запальная система этого снаряда, как и двух других, была изготовлена плохо и ненадёжно. Из-за этого снаряды, будучи брошены, вряд ли могли взорваться (хотя динамит в них был качественным).
Александр Ульянов был задержан позднее в тот же день в Санкт-Петербурге, а Пётр Шевырёв — 7 марта в Ялте.
В ходе следствия Пётр Шевырёв полностью отрицал свою вину и всякую причастность к заговору. Остальные обвиняемые в той или иной степени признались в заговоре с целью убийства императора, и дали об этом показания.
Участники и организаторы заговора (15 человек) были судимы 15—19 апреля, в Особом присутствии Правительствующего Сената. 8 (20) мая 1887 организаторы покушения Шевырёв и Ульянов, а также непосредственные исполнители Андреюшкин, Генералов и Осипанов повешены в Шлиссельбургской крепости. Остальным десяти подсудимым, признанным виновными в разной степени соучастия в заговоре, первоначально также был вынесен смертный приговор, но император заменил им смертную казнь на различные сроки каторги и ссылку в Сибирь.